# Aarón Ñíguez Esclápez
Aarón Ñíguez Esclápez (Elx, 26 d'abril de 1989), conegut simplement com a Aarón, és un exfutbolista professional valencià que jugava com a migcampista.
Format al planter del València CF ha estat seleccionat per Espanya en diverses seleccions per edats i ha competit principalment a la segona divisió, amb un breu interval al Rangers FC escocès.

## Trajectòria esportiva

### Inicis
Ñíguez es formà al planter del València CF. Va debutar amb el primer equip el 5 de desembre de 2006 contra l'AS Roma a la UEFA Champions League, sortint de titular i jugant els primers 27 minuts en una derrota per 0–1 a fora, tot i que va passar el seu primer any professional amb el València CF Mestalla a la segona divisió B, no sempre com a titular.
Després de començar la temporada 2007–08 cedit al Xerez CD, Aarón va marxar el gener a l'Iraklis Thessaloniki F.C. grec. Va marcar el primer gol amb el seu nou equip el 16 de març de 2008, de penal, en una victòria per 1–0 contra el Panionios FC després que una acrobàtica rematada seva de xilena fos aturada amb la mà per un rival.

### Rangers
El 13 d'agost de 2008 Aarón va anar cedit al Rangers FC de la Scottish Premier League amb un contracte de cessió de dos anys, amb opció de compra. Va fer el seu debut oficial en una derrota per 7–1 contra el Hamilton Academical FC el 6 de desembre, en què va entrar a la segona part i immediatament va generar una ocasió de gol a favor del seu company Nacho Novo. Va marcar el seu primer gol amb els Rangers en un partit de Copa que va empatar amb el Forfar Athletic de la tercera divisió escocesa, i veié una targeta groga per llevar-se la samarreta durant la celebració.
El 7 de juny de 2009 es va rescindir el contracte, i Ñíguez retornà a València el mateix mes.

### Tornada a Espanya
El 30 d'agost de 2009, encara cedit pel València, Aarón va anar al Celta de Vigo de la segona divisió, on hi va jugar menys d'un terç dels partits durant la temporada a causa d'una lesió de lligament encreuat anterior. La temporada 2010–11 va canviar al Recreativo de Huelva, també de la segona divisió.
El juliol de 2011 Aarón va acabar el contracte amb el València, i en va signar un altre per cinc anys amb la UD Almería de la segona divisió. El 7 de gener de 2013, hores després de ser descartat pels andalusos, va fitxar per l'Elx CF, fins al juny de 2017. Va jugar 16 partits durant la temporada a segona, en què l'equip va ascendir a La Liga després d'una absència de 25 anys.
El 19 d'agost de 2013 Aarón va debutar a la primera divisió, com a titular, en una derrota fora de casa per 0–3 contra el Rayo Vallecano. El 31 d'octubre va marcar el seu primer gol a la competició, empatant 2–2 a fora contra l'Athletic Club.

## Vida personal
Ñíguez forma part d'una família molt vinculada al futbol: el seu pare, José Antonio, va jugar diverses temporades amb l'Elx – inclosa la temporada 1984–85 a primera divisió – com a davanter.
El seu germà gran, Jony (també migcampista), també sorgí del planter del Valencia, i va jugar tota la seva carrera en categories inferiors. El més jove, Saúl, es formà al planter de l'Atlètic de Madrid.